# Juan Caramuel de Lobkowitz

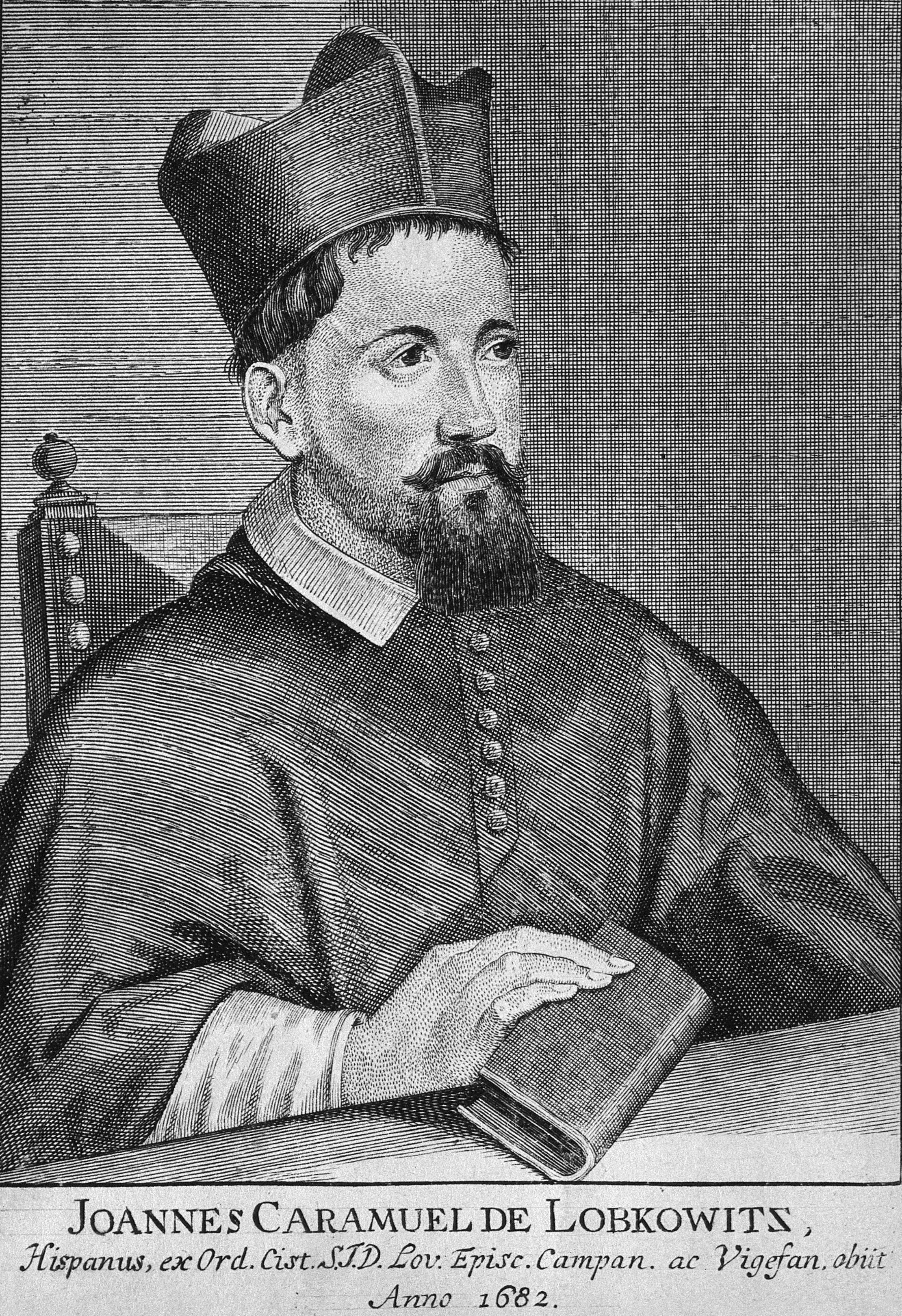
Juan Caramuel de Lobkowitz

Juan Caramuel de Lobkowitz (Madrid, 23 mei 1606 - Vigevano, 8 september 1682) was een Spaanse geestelijke, wiskundige theoreticus, schrijver en architect. Hij was een bijzonder beleerde man op verschillende domeinen. Hij schreef volgens sommige bronnen meer dan 260 werken over onder andere muziek, astronomie, fysica, politiek, wiskunde en architectuur.
Als zoon van een Spaanse ingenieur had Caramuel al van jongs af een bijzondere interesse voor wiskundige problemen. Reeds voor zijn twintigste had hij astronomische tabellen gepubliceerd. Hij kon genieten van een bijzonder goede opleiding bij de jezuïeten aan de universiteit van Alcalá de Henares, waar hij voor het eerst in contact kwam met de geschriften van Vitruvius, Alberti en Villalpando. Daar ontwikkelde hij een kritische blik, maar ook een enorm creatief talent.
Later studeerde hij nog in Salamanca en Valladolid waar hij zich specialiseerde in de theologie. Hij had geregeld contact met René Descartes (1596-1650), die met zijn ideeën over perspectief en geometrie een grote invloed heeft uitgeoefend op het latere werk van Caramuel.
Hij werd geaccepteerd als cisterciënzer monnik in de abdij van La Espina. In 1638 kreeg hij zijn diploma als dokter in de theologie van de universiteit van Leuven. Na onder meer gewerkt te hebben in Vlaanderen, Schotland en Italië belandde hij uiteindelijk in Praag. Wanneer in 1648 Praag werd aangevallen door Zweden stond Caramuel als leider van een groep klerikalen in voor de verdediging van de stad. Hiervoor werd hij beloond met een gouden halsband.
Hij werd ook nog benoemd als bisschop van Königgrätz, aartsbisschop van Otranto, en tot aan zijn dood bekleedde hij het ambt van aartsbisschop van Vigevano. Na zijn dood werden in verschillende belangrijke universiteiten, waaronder Leuven, herdenkingen gehouden.

## Wiskunde

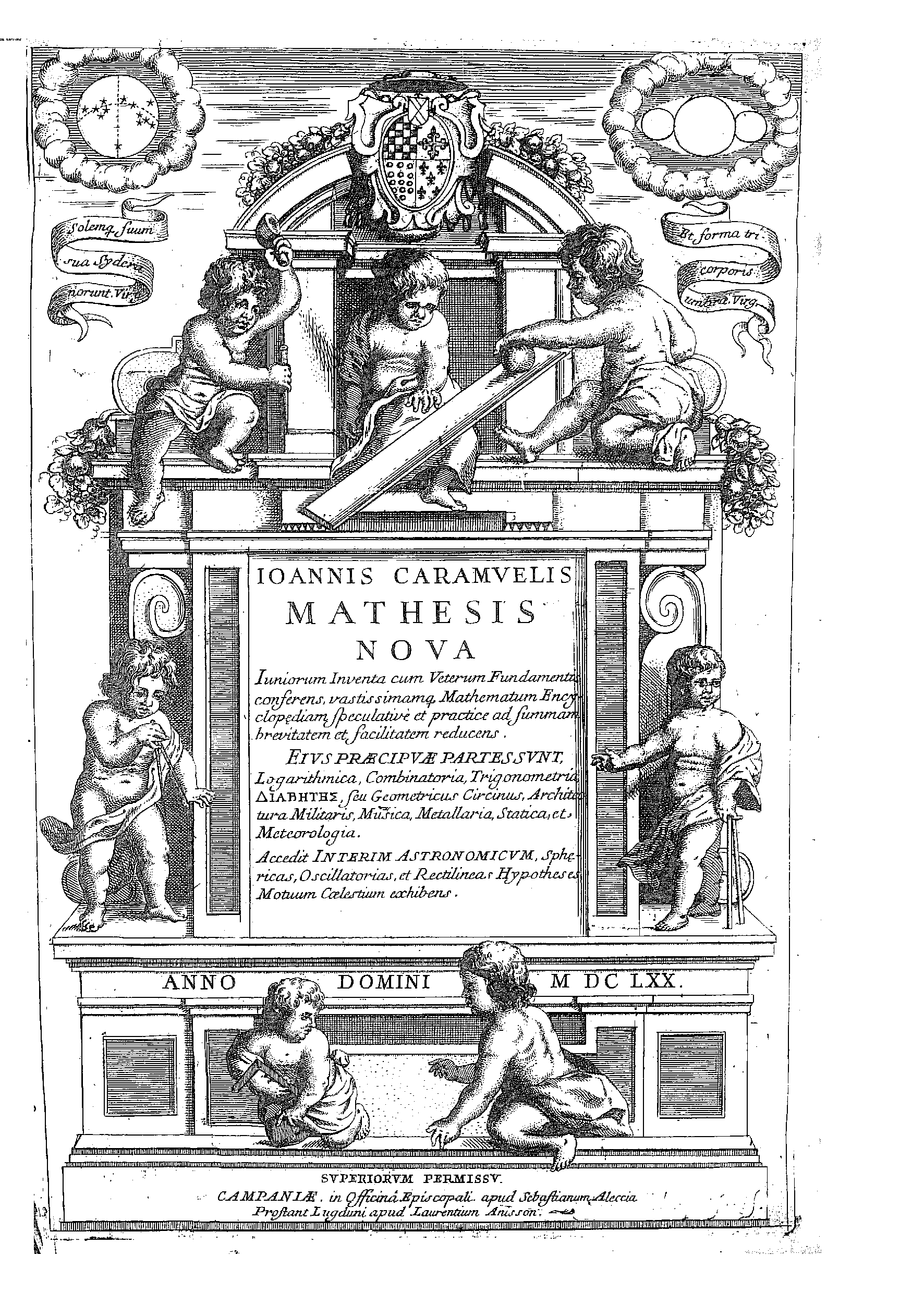
Mathesis nova, 1670

Zijn werk "Mathesis biceps: Vetus et Nova", gepubliceerd in Campagna in 1670 bevat enkele originele contributies tot de wiskunde. Het werk bevat onder andere wiskundige verhandelingen van het dobbelspel en de loterij. Hij ging hierbij in op het werk van Christiaan Huygens (1629-1695), auteur van het eerste boek over kansrekening. Hij werd vaak niet begrepen door zijn tijdgenoten en kreeg veel kritiek op zijn wiskundig werk. Zijn boek werd zelf door de kerk op de lijst van verboden boeken gezet. Ironisch genoeg was dit het enige van Caramuels’ vele controversiële werken die in de lijst terechtkwam.
Hem komt de eer toe als allereerste expliciet over het tweetallig of binair stelsel, maar ook over andere getalstelsels onder de 10, gepubliceerd te hebben in 1670.

## Architectuur
Zijn bijdrage tot de wereld van de bouwkunst bestaat voornamelijk uit theoretische werken met bijhorende gravures. De gevel van de kathedraal van Vigevano, gebouwd tussen 1673 en 1680, is het enige bekende werk van Caramuels hand. Juan Caramuel de Lobkowitz’ belangrijkste bijdrage tot de architectuur bestaat uit architectuurtheoretisch werk. In zijn werk "Architectura civil, recta y obliqua, considerada y dibuxada en el Templo de Jerusalem" vormt Caramuel een eigen theorie die blijk geeft van creativiteit en uitzonderlijke intelligentie. Dit project werd aangevat in 1624 en het duurde tot 1635 voor het gedrukt werd.

### Architectura civil, recta y obliqua, considerada y dibuxada en el Templo de Jerusalem
Zijn werk bestaat uit drie delen. Het eerste volume bevat een uitgebreide inleiding en een beschrijving van de constructie van de tempel van Salomon. In dit boek omschrijft hij ook in welke domeinen van de wetenschap een goed architect zich moet verdiepen. In het tweede boek onderbouwt Caramuel zijn visie op architectuur. Hierbij is de verdeling van architectuur in Architectura Recta en Architectura Obliqua essentieel. Hij reikt ook een nieuw classificatiesysteem voor de zuilenordes aan. Hierbij onderscheidt hij elf verschillende ordes, waaronder de Salomonische orde met getordeerde zuil en een gotische zuilenorde. Bij de uitwerking hiervan blijkt het creatieve vernuft van Juan Caramuel de Lobkowitz en de toegeëigende vrijheid waarmee hij afstapt van de bestaande classificatiesystemen. In het derde boek ten slotte, werden 161 illustraties gebundeld, ter verduidelijking van de theorie.
Caramuels benadering van de wetenschap van de bouwkunst berust op de opdeling in twee tegengestelde benaderingen; Architectura Recta en Architectura Obliqua.
- Architectura Recta beschrijft alle lijnen die parallel liggen met de horizon en alle objecten die orthogonaal daarop staan. Deze architectuur past volledig in het credo van de klassieke architectuurtraditie in navolging van Vitruvius (ca. 85-20 v. Chr.). Volgens Caramuel biedt deze Architectura Recta echter geen elegante oplossingen wanneer men lijnen moet ontwerpen die afwijken van de horizontale stand, zoals dit bij trappen voorkomt. Hij toont dit aan door de trappen op het Piazza del Campidoglio in het Vaticaan te beschrijven als problematisch en weinig elegant.
- Architectura Obliqua beschrijft alle lijnen die onder een hoek staan met de horizon. Hij baseert zich daarbij op principes van het geometrisch perspectief waarbij het standpunt van observatie centraal staat. Volgens Juan Caramuel de Lobkowitz krijgt deze lijnvoering die volledig afwijkt van de bestaande regels en conventies, de voorkeur op de lijnvoering van de Architectura Recta. Daarmee druist Caramuels opvatting volledig in tegen de orthogonale logica van het classicisme en de traktaten van Alberti (1404-1472) die gebaseerd waren op Vitruvius (ca. 85-20 v. Chr.). Hij beroept zich daarbij op de macht van God, die volgens hem de eerste architect was die ontwierp volgens de geest van de Architectura Obliqua, met als bewijs de gekromde en geglooide vormen van valleien, rivieren en bergketens[2]. Daaruit volgt ook zijn bewering dat de Tempel van Salomon beschouwd kan worden als de oorsprong van Architectura Obliqua aangezien het plan van de tempel door God zelf gecreëerd zou zijn. In het eerste boek wordt dit dan ook uitgebreid beschreven en in het derde boek rijkelijk geïllustreerd met vijf gravures. Van deze vijf zijn er vier gebaseerd op de illustraties van de Tempel van Salomon volgens Juan Bautista Villalpando (1552-1608), maar de vijfde wijkt hiervan af en getuigt opnieuw van Caramuels creatieve talent.

Caramuel pleitte voor een algemene ontwerpmethode steunend op Architectura Obliqua omdat onze wereld een sferische vorm heeft waar parallelle lijnen een uitzondering vormen. Hij waarschuwt echter dat deze methode tot problemen leidt; vervormde lijnen zorgen er immers voor dat objecten verwrongen worden. Het bekendste voorbeeld hiervan is het Sint-Pietersplein in Rome van Bernini. Caramuel meende dat de zuilen van het Sint-Pietersplein naar binnen toe steeds meer elliptisch moesten zijn opdat de verhoudingen opnieuw zouden kloppen. Met deze aangereikte oplossing, blijkt de ambitie van Caramuel. Zijn theorie kon in de praktijk worden toegepast en zelfs een groot architect-kunstenaar als Bernini kon ervan leren.
Als belangrijk geestelijke, werd Caramuel tewerkgesteld in veel Europese klerikale centra. Dit en de vele intellectuele contacten hadden een grote invloed op zijn werk. Zo werd hij tijdens een rondreis geconfronteerd met het Escorial (1563-1584), het immense abdijcomplex van Juan Bautista de Toledo gebouwd voor Filips II van Spanje. Caramuel beschouwde dit complex als een voorbeeld van perfecte architectuur en vergeleek het met de Tempel van Salomon.
Caramuels ontwerpmethode, gebaseerd op de Architectura Obliqua oefende echter wel een zekere invloed uit op enkele architecten uit de barok. Zo inspireert Filippo Juvarra (1678-1736) zich voor het ontwerp van de grote trap in het Pallazo Madama in Turijn op de theorie van Caramuel. Ook in Catalonië en de Nieuwe Wereld bestaan er voorbeelden van bouwwerken met duidelijke verwijzingen naar Caramuels theoretische werk.
Ook architecten als Francesco Borromini (1599-1667) en Guarino Guarini (1624-1683) hadden kennis van de ideeën van Caramuel, hoewel ze zich er niet mee verzoenden.
Guarini bijvoorbeeld, die Caramuel fel bekritiseert in zijn werk "Disegni de Archittetura civile ed ecclesiastica" (1686), heeft zijn kennis over Spaanse architectuur niet verkregen door zijn eigen observaties maar door het werk van Caramuel te bestuderen.

### Gedrukte werken
- "Philippus Prudens", Antwerpen, 1639.
- "Respuesta al Manifiesto del Reyno de Portugal", Antwerpen, 1641.
- "Rationalis et realis philosophia", Leuven, 1642.
- "Theologia moralis fundamentalis, praeterintentionalis, decalogica, sacramentalis, canonica, regularis, civilis, militaris", Frankfurt, 1652-1653.
- "Theologia rationalis", Frankfurt, 1654-1655.
- "Theologia moralis fundamentalis, editio secunda", Rome, 1656.
- "Primus calamus ob oculos ponens metametricam, quae variis currentium, recurrentium, adscendentium, descendentium, nec-non circumvolantium versuum ductibus, aut aeri incisos, aut buxo insculptos, aut plumbo infusos, multiformes labyrinthos exponat", Rome, 1663.
- "Mathesis biceps, vetus et nova", Campagna-Lyons, 1670.
- "Architectura civil recta y obliqua", Vigevano, 1678.

### Verder lezen
- PEREZ-GOMEZ, A., PELLETIER, L., Architectural Representation and the Perspective Hinge, Verenigde Staten, The MIT Press, 2000.
- HERSEY, G.L., Architecture and Geometry in the Age of the Baroque, Londen, The University of Chicago Press, 2000.
- EVERS, B.; THOENES, C., Architectural Theory, Berlijn, Taschen, 2003.
- FLEMING,J., Defending probabilism: the moral theology of Juan Caramuel, Washington D.C., Georgetown University Press, 2006.

- Bibsys: 4038877
- Biblioteca Nacional de España: XX857737
- Bibliothèque nationale de France: cb12392566m (data)
- Catàleg d'autoritats de noms i títols de Catalunya: 981058518473706706
- CiNii: DA04381063
- Gemeinsame Normdatei: 119268612
- International Standard Name Identifier: 0000 0001 2132 8441
- Library of Congress Control Number: n85084528
- Nationale Bibliotheek van Tsjechië: ola2002158381
- Nationale bibliotheek van Australië: 61539485
- Nationale Bibliotheek van Israël: 987007259585405171
- Nationale en Universitaire bibliotheek Zagreb: 000195915
- Nederlandse Thesaurus van Auteursnamen: 295925299
- Réseau des bibliothèques de Suisse occidentale: 02-A000028750
- Istituto Centrale per il Catalogo Unico: CFIV051070
- LIBRIS: 276842
- SNAC: w6qr7zbn
- Système universitaire de documentation: 033015708
- Trove: 1710879
- Union List of Artist Names: 500061948
- Virtual International Authority File: 51773022
- WorldCat: E39PBJxRJ7kq8PF9W8bRjCGT73